# Сен-Жирон-ан-Беарн
Сен-Жиро́н-ан-Беа́рн (фр. Saint-Girons-en-Béarn) — коммуна во Франции, находится в регионе Аквитания. Департамент — Атлантические Пиренеи. Входит в состав кантона Ортез и Тер-де-Гав и дю Сель. Округ коммуны — По.
Код INSEE коммуны — 64479.

## География

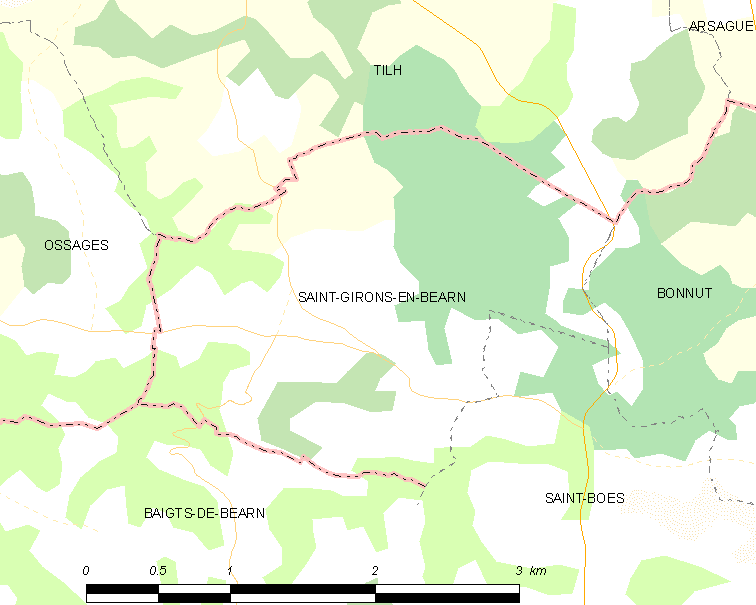
Карта коммуны

Коммуна расположена приблизительно в 640 км к югу от Парижа, в 145 км южнее Бордо, в 50 км к северо-западу от По.

### Климат
Климат тёплый океанический. Зима мягкая, средняя температура января — от +5°С до +13°С, температуры ниже −10 °C бывают редко. Снег выпадает около 15 дней в году с ноября по апрель. Максимальная температура летом порядка 20-30 °C, выше 35 °C бывает очень редко. Количество осадков высокое, порядка 1100 мм в год. Характерна безветренная погода, сильные ветры очень редки.

## Население
Население коммуны на 2010 год составляло 159 человек.
| 1962 | 1968 | 1975 | 1982 | 1990 | 1999 | 2010 |
| ---- | ---- | ---- | ---- | ---- | ---- | ---- |
| 166  | 153  | 155  | 164  | 151  | 131  | 159  |

## Администрация
| Период | Период | Фамилия        | Партия | Примечания |
| ------ | ------ | -------------- | ------ | ---------- |
| 1953   | 1983   | Жорж Петрья    |        |            |
| 1983   | 1994   | Андре Тайфер   |        |            |
| 1994   | 1995   | Альбер Дювиньо |        |            |
| 1995   | 2020   | Пьер Лафарг    |        |            |

## Экономика
В 2010 году среди 102 человек трудоспособного возраста (15-64 лет) 78 были экономически активными, 24 — неактивными (показатель активности — 76,5 %, в 1999 году было 76,0 %). Из 78 активных жителей работали 71 человек (38 мужчин и 33 женщины), безработных было 7 (3 мужчин и 4 женщины). Среди 24 неактивных 7 человек были учениками или студентами, 9 — пенсионерами, 8 были неактивными по другим причинам.

## Достопримечательности
- Церковь Св. Марцелла (XIX век)[4]